# Mési Apóstoli
Mési Apóstoli, en grec moderne : Μέσοι Απόστολοι, est un village du dème de Kilkís de Macédoine-Centrale en Grèce.
Selon le recensement de 2011, la population du village s'élève à 113 habitants.